# Aspila posttriphaena
Protadisura posttriphaena là một loài bướm đêm trong họ Noctuidae.